# 霞ヶ浦緑地公園
霞ヶ浦緑地公園（かすみがうらりょくちこうえん）は、三重県四日市市大字羽津甲にある公園。各種スポーツなどに使用される総合運動公園である。
1952年に開設された四日市競輪場を三方で囲むような形で造成されているが、競輪場自体は公園の施設ではない。ただし、駐車場は競輪場と公園と共用となっている。

## 施設

### 現存施設
- 四日市ドーム - 1997年（平成9年）オープン。多目的ドーム施設。
- 四日市市営霞ヶ浦第一野球場 - 1973年（昭和48年）オープン、1985年（昭和60年）改修[2]。野球場。プロ野球の2軍公式戦を開催している。
- 四日市市営霞ケ浦第二野球場 - 1973年（昭和48年）オープン[3]。
- 四日市市営霞ケ浦第三野球場 - 2020年（令和2年）5月29日オープン。人工芝で、第一第二野球場では芝養生のため利用できなかった11月～3月にもナイター利用ができる。霞ケ浦サッカー場跡に建設。[4]
- 四日市テニスセンター - 2018年（平成30年）オープン。テニスパーク。翌年にはATPチャレンジャーツアーの四日市チャレンジャーを初開催した[5]。
- 霞 ゆめくじら - 2012年（平成24年）オープン。大型遊具が設置された広場。
- 四日市市霞ケ浦体育館 - 1973年（昭和48年）オープン[6]。
- 四日市市霞ケ浦弓道場
- 霞ケ浦プール - 1973年（昭和48年）オープン[7]。
- 霞ケ浦運動用舟艇場 - 1973年（昭和48年）オープン[8]。
- 霞ケ浦会館
- 芝生広場

### 過去に存在した施設
- オーストラリア記念館 - 1970年大阪万博のパビリオンを移設し1973年開館、2014年解体。跡地は四日市テニスセンター。
- 霞ケ浦サッカー場 - 跡地は四日市市営霞ケ浦第三野球場。

### ギャラリー

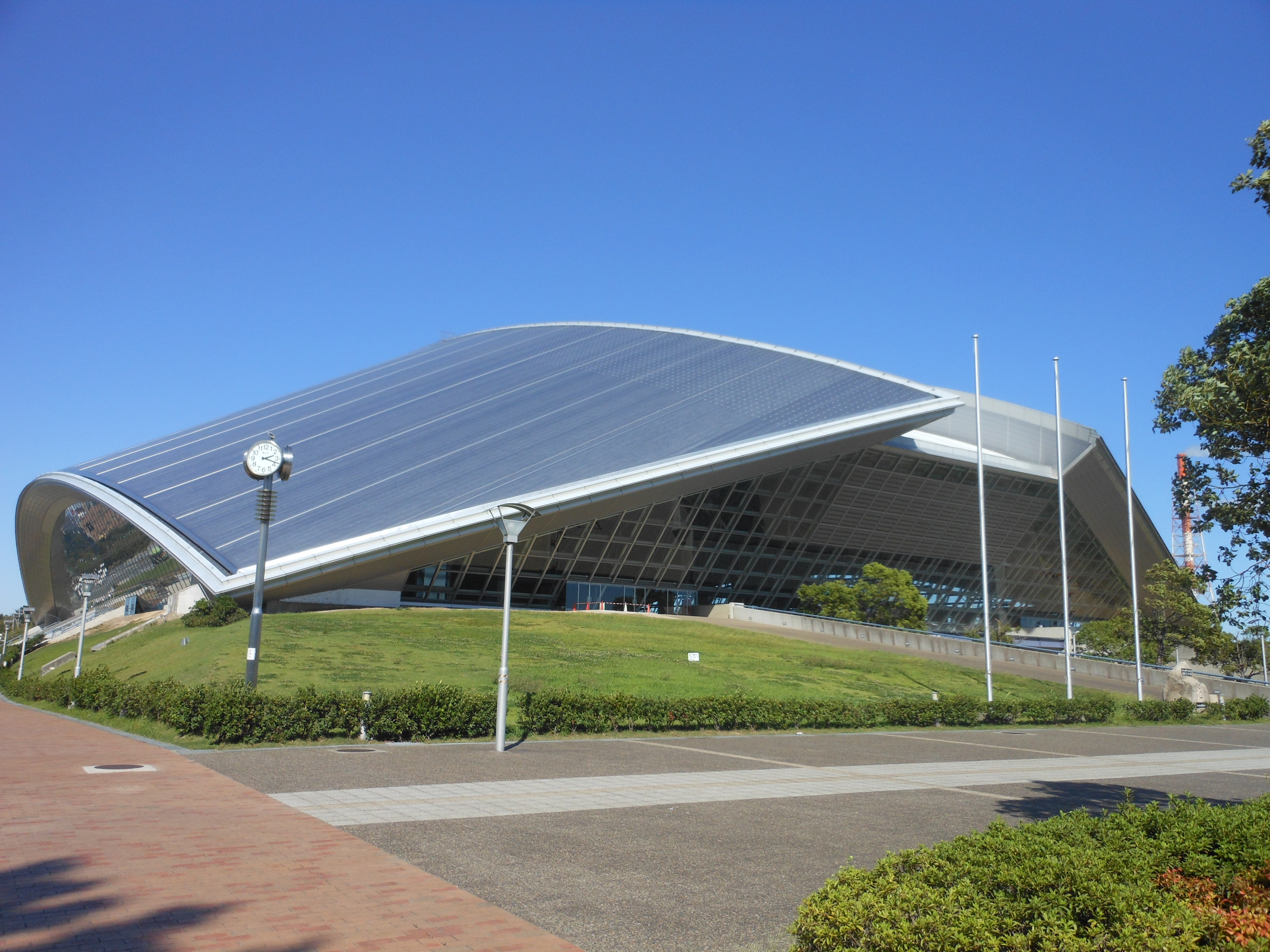
四日市ドーム
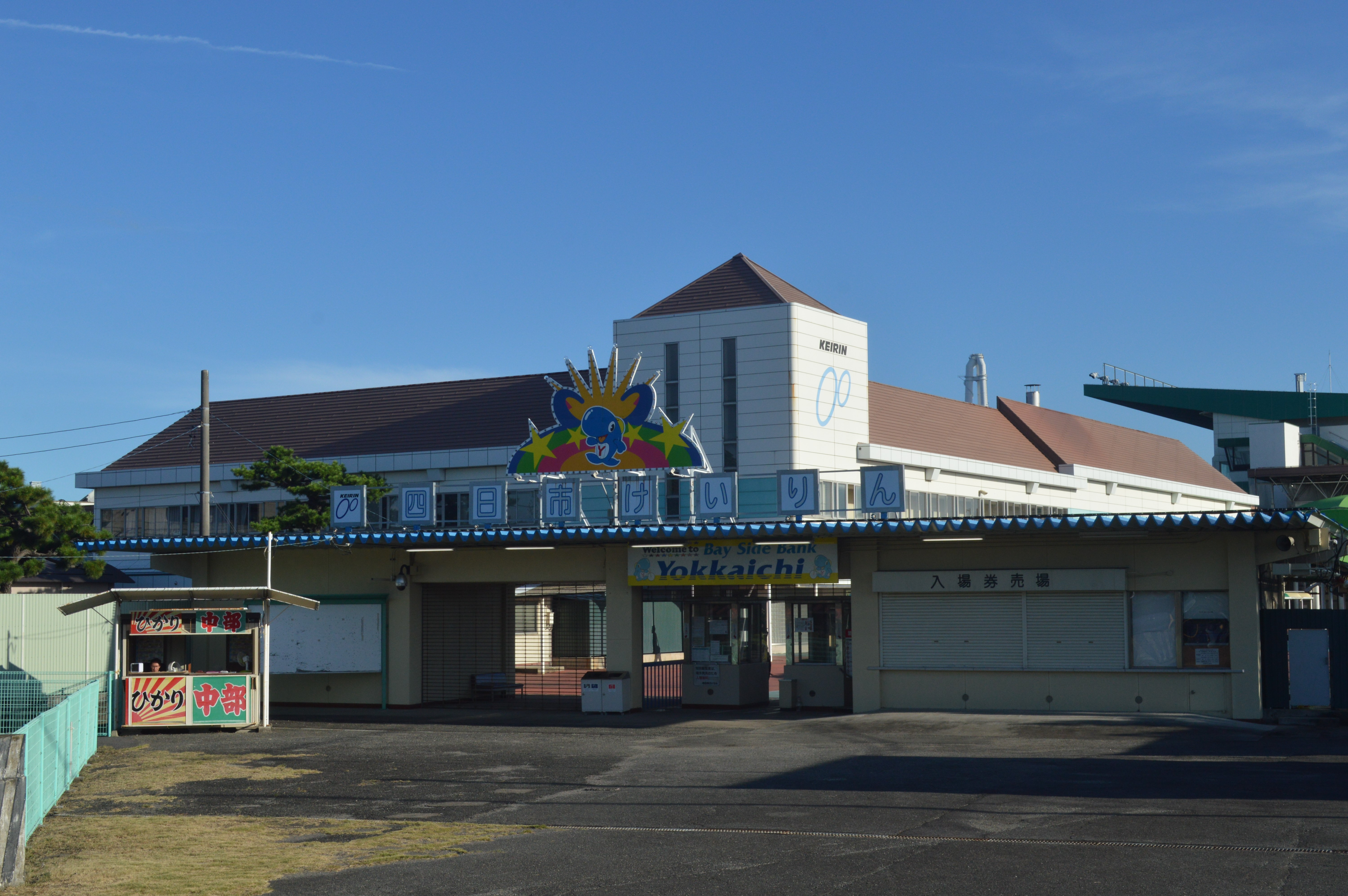
四日市競輪場
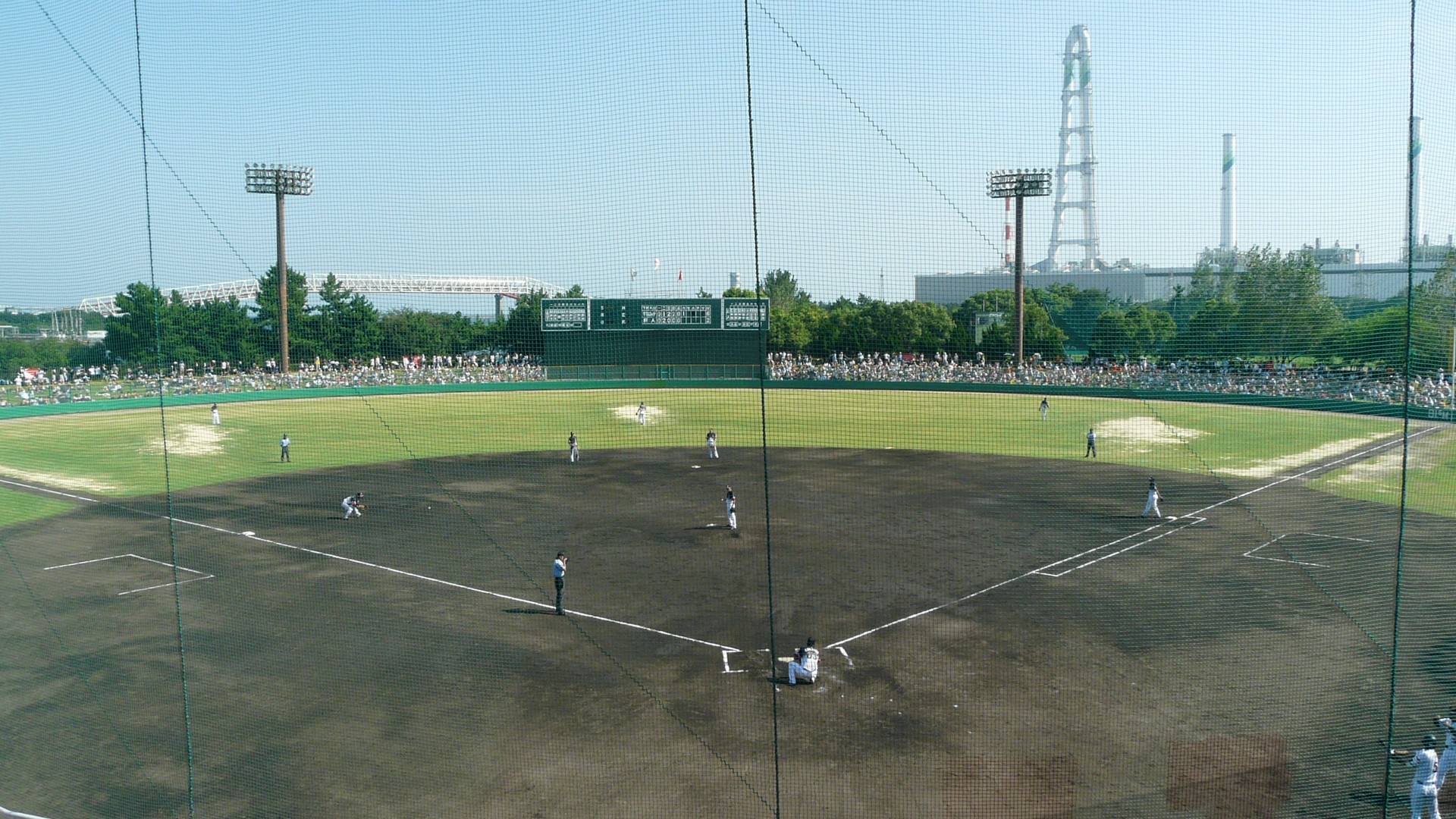
四日市市営霞ヶ浦第一野球場
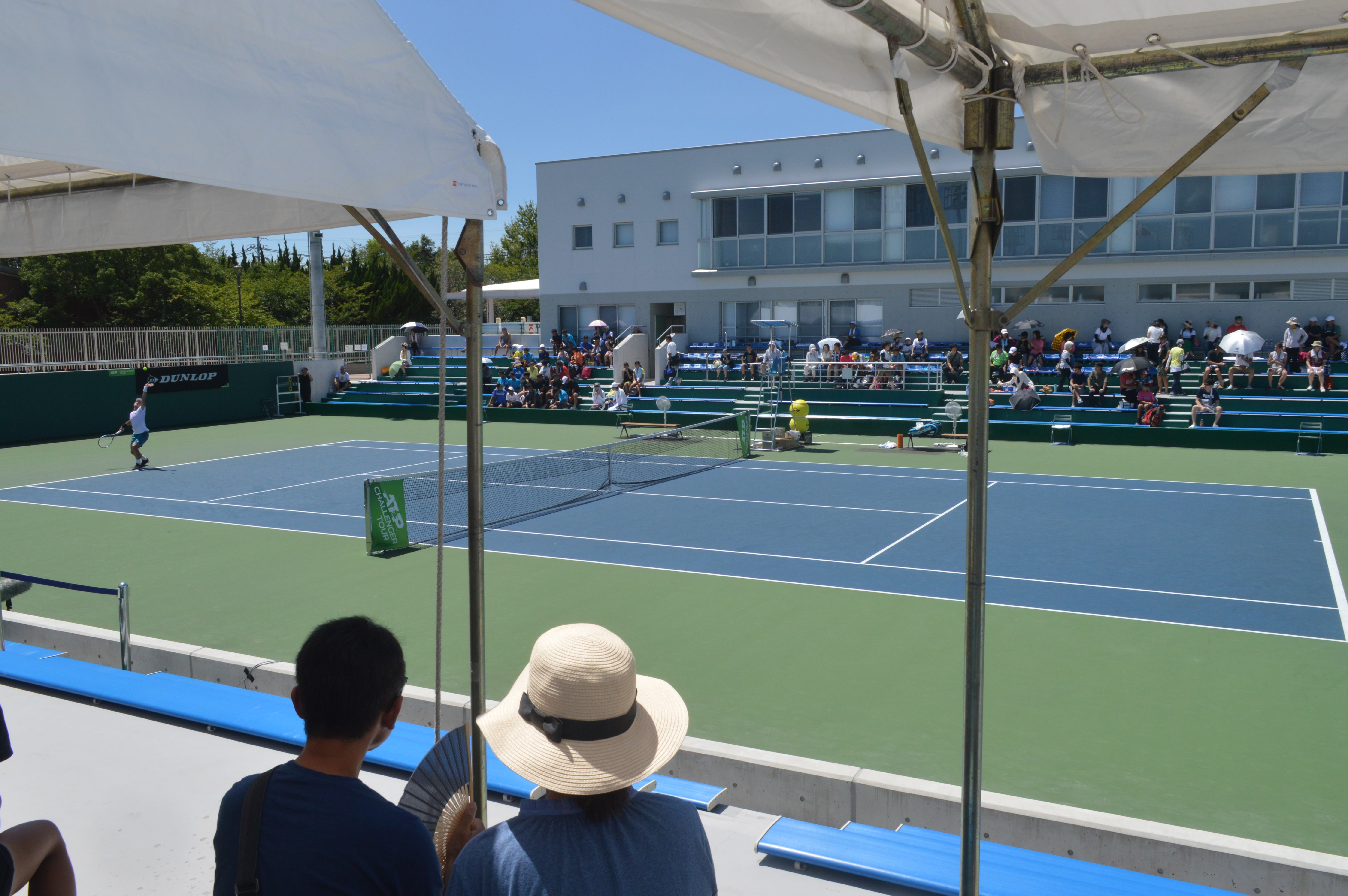
四日市テニスセンター

## アクセス

### 鉄道
- JR関西本線富田浜駅から徒歩で約15分。
- 近鉄名古屋線霞ヶ浦駅から徒歩で約20分。
- 四日市競輪開催日には近鉄名古屋線・湯の山線の近鉄四日市駅およびJR関西本線の四日市駅から無料バス運行あり[9]。

### 自家用車
- 国道23号沿い、東名阪自動車道四日市東ICおよび伊勢湾岸自動車道みえ川越ICからともに約15分[9]。
- 駐車場台数 - 1,796台[1]